# Natività (Barocci)
La Natività è un dipinto a olio su tela di Federico Barocci realizzato nel 1597 e conservato nel Museo del Prado di Madrid in Spagna.

## Storia
Il dipinto fu commissionato nel 1597 da Francesco Maria II Della Rovere, duca di Urbino, che qualche anno dopo si vide chiedere notizie dell'artista, probabilmente in vista di una commissione, dall'ambasciatore  Bernardo Maschi per conto della regina spagnola Margherita d'Austria-Stiria. Conoscendo la lentezza dell'artista ma volendo comunque accontentare la regina, il duca decise di donare l'opera in suo possesso, che passò dunque in Spagna nel 1604. Margherita gradì il dono definendo la tela "molto allegra e devota". Barocci se ne fece una copia in un formato leggermente più grande e presumibilmente lo tenne nel suo studio nel Palazzo Arcivescovile. Disse che era una delle cose più preziose che possedeva. L'originale finì al Prado e la replica alla Pinacoteca Ambrosiana.

## Descrizione
In una stalla con un asino e un bue vediamo Gesù neonato sdraiato sulla paglia in una mangiatoia. Non c'è fonte di luce se non la luce divina irradiata dal Figlio dell'uomo stesso. Ricade particolarmente su sua madre Maria, che l'accoglie con gratitudine e tende teneramente le braccia. Giuseppe sta più nell'ombra è gira il suo capo verso due pastori alla porta i quali infilano la testa nella porta; Giuseppe mostra loro, con la mano, il bambino. I segni dello zodiaco sono incisi su un anello di metallo sotto Gesù e Maria. Ciò indicherebbe l'importanza cosmologica dell'evento descritto.
L'atmosfera della scena è intima e familiare. Barocci usava caldi toni pastello e tipicamente prestava grande attenzione alle mani. La sua composizione strutturata in diagonale è insolita per il soggetto.